# Providence Park
Il Providence Park (precedentemente Jeld-Wen Field, PGE Park, Civic Stadium e Multnomah Stadium) è uno stadio situato a Portland in Oregon. Attualmente ospita le partite dei Portland Timbers di MLS e delle Portland Thorns di NWLS.

## Storia
Lo stadio fu aperto nel 1926 come Multnomah Stadium, dal nome del Multnomah Athletic Club, un club sportivo della città di Portland. Fino agli anni '50 fu utilizzato principalmente per partite di cricket e college football; nel 1956 la squadra di minor league Portland Beavers sì trasferì qui, rimanendo fino allo spostamento della squadra nel 2010.
Nel 1966 il Multnomah cedette la proprietà stadio al comune, che lo rinominò Civic Stadium. Lo stadio fu ristrutturato nel 2001; nello stesso anno i diritti di denominazione furono acquistati dalla compagnia elettrica pubblica PGE, che rinominò lo stadio PGE Park.
Lo stadio fu ristrutturato nuovamente nel 2011 in modo da poter accogliere la nuova franchigia di MLS dei Timbers; in questa occasione i diritti di denominazione furono venduti alla compagnia Jeld-Wen.

## Eventi importanti
- Concerto di Elvis Presley, 2 settembre 1957
- NASL Soccer Bowl 1977
- Campionato mondiale femminile di calcio 1999
- Campionato mondiale femminile di calcio 2003